# Damiao, Chongqing
Damiao (kinesiska: 大庙) är en köping i sydvästra Kina. Den ligger i stadsdistriktet Tongliang i storstadsområdet Chongqing, omkring 50 kilometer väster om det centrala stadsdistriktet Yuzhong. Antalet invånare är 16 277. Befolkningen består av 8 249 kvinnor och 8 028 män. Barn under 15 år utgör 18,0 %, vuxna 15-64 år 63 %, och äldre över 65 år 17,0 %.